# Deklaracja Balfoura
Deklaracja Balfoura (ang. The Balfour Declaration) – list wysłany 2 listopada 1917 r. przez brytyjskiego ministra spraw zagranicznych lorda Arthura Jamesa Balfoura do barona Waltera Rothschilda (przywódcy społeczności żydowskiej w Wielkiej Brytanii) w celu przekazania Syjonistycznej Federacji Wielkiej Brytanii i Irlandii.
List był deklaracją brytyjskiego rządu okazującą pragnienie utworzenia w Palestynie „żydowskiej siedziby narodowej”, co było odpowiedzią na oczekiwania i starania ruchu syjonistycznego. Deklaracja Balfoura została później włączona do zawartego w 1920 roku z Imperium osmańskim traktatu pokojowego w Sèvres i zaowocowała utworzeniem brytyjskiego Mandatu Palestyny. Oryginalny list jest przechowywany w Bibliotece Brytyjskiej w Londynie.

## Tło historyczne

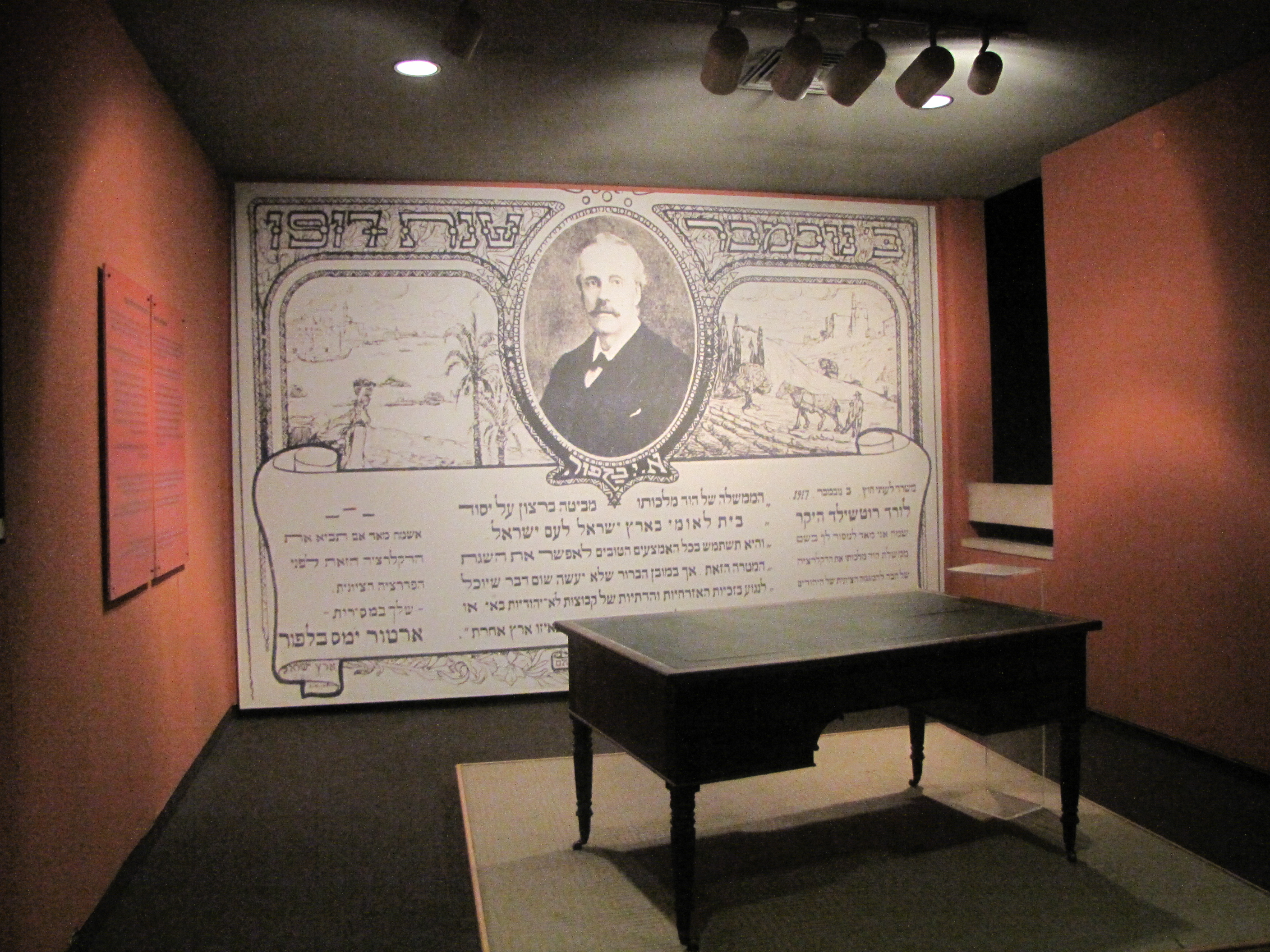
Biurko na którym Lord Arthur Balfour podpisał deklarację Balfoura, w zbiorach Muzeum Diaspory w Tel Awiwie

W 1896 żydowski dziennikarz żyjący w Austro-Węgrzech, Theodor Herzl, opublikował artykuł pt. Państwo żydowskie (niem. Der Judenstaat). Stwierdził w nim, że jedynym rozwiązaniem „kwestii żydowskiej” w Europie jest ustanowienie państwa żydowskiego. W ten sposób narodził się polityczny syjonizm, a następnie Herzl założył Światową Organizację Syjonistyczną, która w 1897 r. w Bazylei podczas jej I Kongresu wezwała do utworzenia siedziby dla narodu żydowskiego w Palestynie.

W 1914 wybuchła I wojna światowa między Wielką Brytanią i jej sojusznikami (Ententa) a Cesarstwem Niemieckim i jego sojusznikami (Państwa centralne). Walki na froncie zachodnim bardzo szybko przybrały postać wojny pozycyjnej, w której obie strony wykrwawiały się. Historyk Jonathan Shneer napisał: 
Taki był widok z Whitehall na początku 1916: o ile klęska nie była bliska, nie było też zwycięstwa, a wyniku wojny na wyniszczenie na froncie zachodnim nie można było przewidzieć. Olbrzymie siły były splecione w śmiertelnym uścisku w Europie i Eurazji, usiłując zniszczyć się nawzajem. Jedynie dodanie nowych znaczących sił przez jedną lub drugą stronę, mogłoby prawdopodobnie przechylić wagę. W tym kontekście należy rozumieć gotowość Wielkiej Brytanii na początku 1916 do zbadania i zawarcia jakiejś umowy ze „światowym żydostwem” lub „wielkim żydostwem”
Inne źródła wskazują na drugi ważny czynnik. Od początku wybuchu wojny Royal Navy znajdowała się w bardzo trudnej sytuacji, ponieważ brakowało acetonu – niezbędnego składnika kordytu (rodzaj prochu), używanego do produkcji pocisków stosowanych przez artylerię marynarki. Pierwszy lord Admiralicji Winston Churchill zwrócił się do wybitnego żydowskiego chemika Chaima Weizmana, który był także czołowym działaczem ruchu syjonistycznego z prośbą o „trzydzieści tysięcy ton acetonu”. Weizmann zrealizował brytyjskie zamówienie i poprosił w zamian o stworzenie żydowskiej siedziby narodowej w Palestynie. Wydaje się jednak bardzo wątpliwe, aby ta sprawa miała większy wpływ na decyzję o wydaniu deklaracji przez brytyjskiego ministra spraw zagranicznych Arthura Jamesa Balfoura. Tym bardziej, że kontakty Weizmanna z Balfourem rozpoczęły się już dużo wcześniej, bo w 1906.
Wymieniany jest też czynnik religijny: Londyńskie Towarzystwo Promowania chrześcijaństwa wśród Żydów (London Society for Promoting Christianity Amongst the Jews, LSPCAJ), założone w 1809, propagowało utopijną ideę, żeby naród żydowski powrócił do Palestyny, aby tam uwierzyć w Chrystusa i w ten sposób przyspieszyć nadejście paruzji (Drugiego Przyjścia Jezusa). Te idee, chociaż nieracjonalne, cieszyły się wówczas szerokim poparciem społecznym i były jedną z istotnych przyczyn powstania Deklaracji Balfoura.
Na szachownicy stosunków międzynarodowych ruch Balfoura zagradzał drogę dalszej ekspansji Francji na tamtym obszarze. Tymczasem brytyjskie wojska rozszerzyły kampanię przeciwko wojskom tureckim na Bliskim Wschodzie. W dniu 31 października 1917 australijska 4 Brygada Lekkiej Kawalerii zdobyła Beer Szewę. Zdobycie tamtejszej studni z wodą było bardzo ważne i umożliwiło Brytyjczykom prowadzenie dalszych operacji militarnych w Palestynie. W takich okolicznościach brytyjski rząd uznał za korzystne wydanie stosownej deklaracji będącej gwarancją dla środowisk syjonistycznych, że zajęte obszary Palestyny będą przeznaczone pod utworzenie tam siedziby narodowej dla narodu żydowskiego. Projekt deklaracji przygotował już 17 lipca 1917 Leon Simon. Ostateczną wersję tekstu opracował sir Mark Sykes. Został on przesłany 2 listopada 1917 w formie listu przez Arthura Balfoura do barona Waltera Rothschilda, w celu przekazania Syjonistycznej Federacji Wielkiej Brytanii i Irlandii.

## Tekst deklaracji
Ministerstwo Spraw Zagranicznych
2 listopada 1917 r.
Drogi Lordzie Rothschild,
w imieniu Rządu Jego Królewskiej Mości z przyjemnością przekazuję Panu następującą deklarację sympatii z dążeniami żydowskich syjonistów, jaka została przedstawiona i przyjęta przez Gabinet.
Rząd Jego Królewskiej Mości przychylnie zapatruje się na ustanowienie w Palestynie narodowego domu dla narodu żydowskiego i dołoży wszelkich starań, aby umożliwić osiągnięcie tego celu, przy czym jest rzeczą zupełnie zrozumiałą, że nie uczyni on nic, co mogłoby zaszkodzić obywatelskim czy religijnym prawom istniejących w Palestynie społeczności nieżydowskich oraz prawom i statusowi politycznemu, z jakich Żydzi korzystają w każdym innym kraju.
Byłbym wdzięczny, gdyby zechciał Pan zapoznać z tą deklaracją Federację Syjonistów.
Arthur James Balfour.

## Komentarze i konsekwencje
Należy zwrócić uwagę, że brytyjski rząd w powyższej deklaracji wyraził pragnienie, ale uniknął wydania jakiegokolwiek zobowiązania, które mogłoby stać w sprzeczności z innymi interesami lub zobowiązaniami danymi wcześniej Arabom. Deklaracja w sposób umiejętny została wysłana do barona Rothschilda, dzięki czemu brytyjski rząd uniknął potrzeby politycznego uznania ruchu syjonistycznego. Aby uniknąć interpretacji tego dokumentu w kierunku starań o emancypację Żydów, zawarto sformułowanie, że stworzenie żydowskiej siedziby narodowej nie może zaszkodzić prawom obywatelskim Żydów na całym świecie. W ten sposób uniknięto podejrzeń, że rząd brytyjski opowiada się za emancypacją Żydów. Deklaracja podkreślała przy tym narodowy charakter podmiotu, który miał być ustanowiony w Palestynie. Uniknięto w ten sposób złożenia obietnicy ustanowienia państwa żydowskiego, a w tym czasie poczyniono starania o uzyskanie mandatu i utworzenie Mandatu Palestyny. Pomimo to, deklaracja Balfoura miała bardzo duże znaczenie dla Żydów. Była to pierwsza oficjalna dyplomatyczna deklaracja złożona przez zachodnie mocarstwo na rzecz poparcia wysiłków ruchu syjonistycznego. Po raz pierwszy duże mocarstwo oficjalnym dokumentem uznało prawo Żydów do utworzenia siedziby narodowej w Palestynie. Oświadczenie to wyrażało uznanie żydowskich nadziei narodowych na powrót do Ziemi Izraela. Deklaracja podniosła morale ruchu syjonistycznego i dała nadzieję wielu Żydom na powrót do swojej ojczyzny. W ten szczególny sposób przyczyniła się do zwiększenia żydowskiej imigracji i pobudziła osadnictwo żydowskie w Palestynie.
Palestyńscy Arabowie uznali deklarację Balfoura jako naruszenie ich praw. W konsekwencji zaczęli organizować demonstracje i strajki protestacyjne, usiłując wywrzeć nacisk na brytyjskich władzach Mandatu Palestyny. Uzyskali w ten sposób liczne ustępstwa i w znacznym stopniu ograniczyli napływ żydowskich imigrantów. Działania te wchodzą w zakres o wiele szerszego konfliktu izraelsko-arabskiego.